# Loreak
Pour plus de détails, voir Fiche technique et Distribution.
Loreak (Les Fleurs, en basque) est un film basque réalisé par Jon Garaño et Jose Mari Goenaga et sorti en 2014.
Il est repris dans la sélection officielle du Festival international du film de Saint-Sébastien, y étant le premier film à concourir réalisé intégralement en basque. Le film a été nommé dans les catégories meilleur film et meilleure musique originale à la 29e édition des Prix Goya,.
Le 12 janvier 2015, il a obtenu le prix du meilleur film latin au Festival international du film de Palm Springs.
Le 29 septembre 2015, le film est officiellement désigné comme celui qui représentera l'Espagne à la prochaine cérémonie des Oscars.

## Synopsis
Ane, la quarantaine bien frappée, est charmée par le splendide bouquet qu'on vient de lui livrer. Mais la chef de chantier ne sait pas qui remercier, son mari jaloux Ander n’étant certainement pas à l’origine de cet acte chevaleresque. Alors que ces charmantes intentions se font plus fréquentes – tous les jeudis, par un expéditeur anonyme –, la vie d’Ane prend un nouveau tournant. L'existence de Lourdes est elle aussi perturbée par l’arrivée de beaux bouquets, déposés sur le lieu de l’accident où a péri son mari. La belle-mère de Lourdes décide alors d’enquêter sur la provenance des fleurs anonymes ...
Le long métrage de Jon Garaño et de Jose Mari Goenaga se veut un hommage envoûtant à trois femmes résolues et au pouvoir des fleurs.

## Distribution
- Itziar Ituño : Lourdes
- Nagore Aranburu : Ane
- Itziar Aizpuru : Tere
- Josean Bengoetxea : Beñat
- Egoitz Lasa : Ander
- Ane Gabarain : Jaione
- José Ramón Soroiz : Txema
- Jox Berasategui : Jexus
- Mikel Laskurain : Esteban
- Mariasun Pagoaga : Inaxi
- Roel Vermeulen : Bill
- Anabel Arraiza : Miren
- Kepa Errasti : Ginekologoa
- Koldo Martínez : Gorpu donazioen arduraduna
- Leire Ucha : Loredendako saltzailea 1
- Itziar Urretabizkaia : Loredendako saltzailea 2
- Gorka Zubeldia : Garabilaria
- Aitor Odriozola : Mikel (6 urte)
- Unax Odriozola : Mikel (9 urte)
- Jorge Gil Munarriz : Lore banatzailea 1
- Gotzon Sanchez : Lore banatzailea 2
- Jon Elizegi : Hozkallu teknikaria
- Fernando Ruiz : Ertzainaren ahotsa
- Iñaki Gabarain : Irakaslearen ahotsa